# Irlands flag
Det irske nationalflag (An Bhratach Náisiúnta på irsk) er en trikolore af grøn, hvid og orange. Forholdet mellem højde og bredde er 1:2 Den grønne farve symboliserer den katolske menighed, den orange den protestantiske og den hvide del symboliserer freden mellem de to grupper.
Det blev Irlands (Republikken Irland) nationalflag i 1919.